# Masttripel von Saporischschja

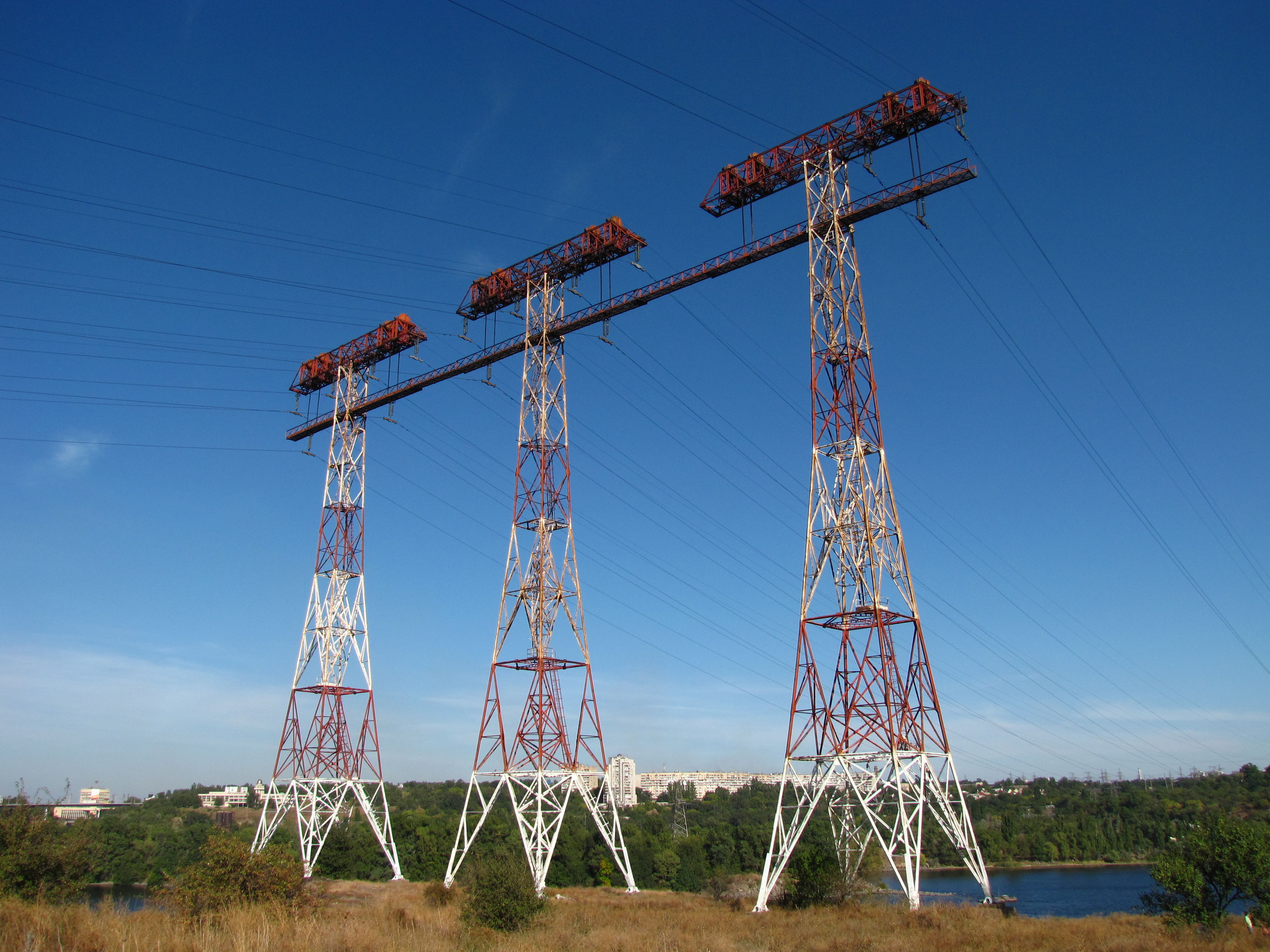
Einer der zwei Dreifachmaste

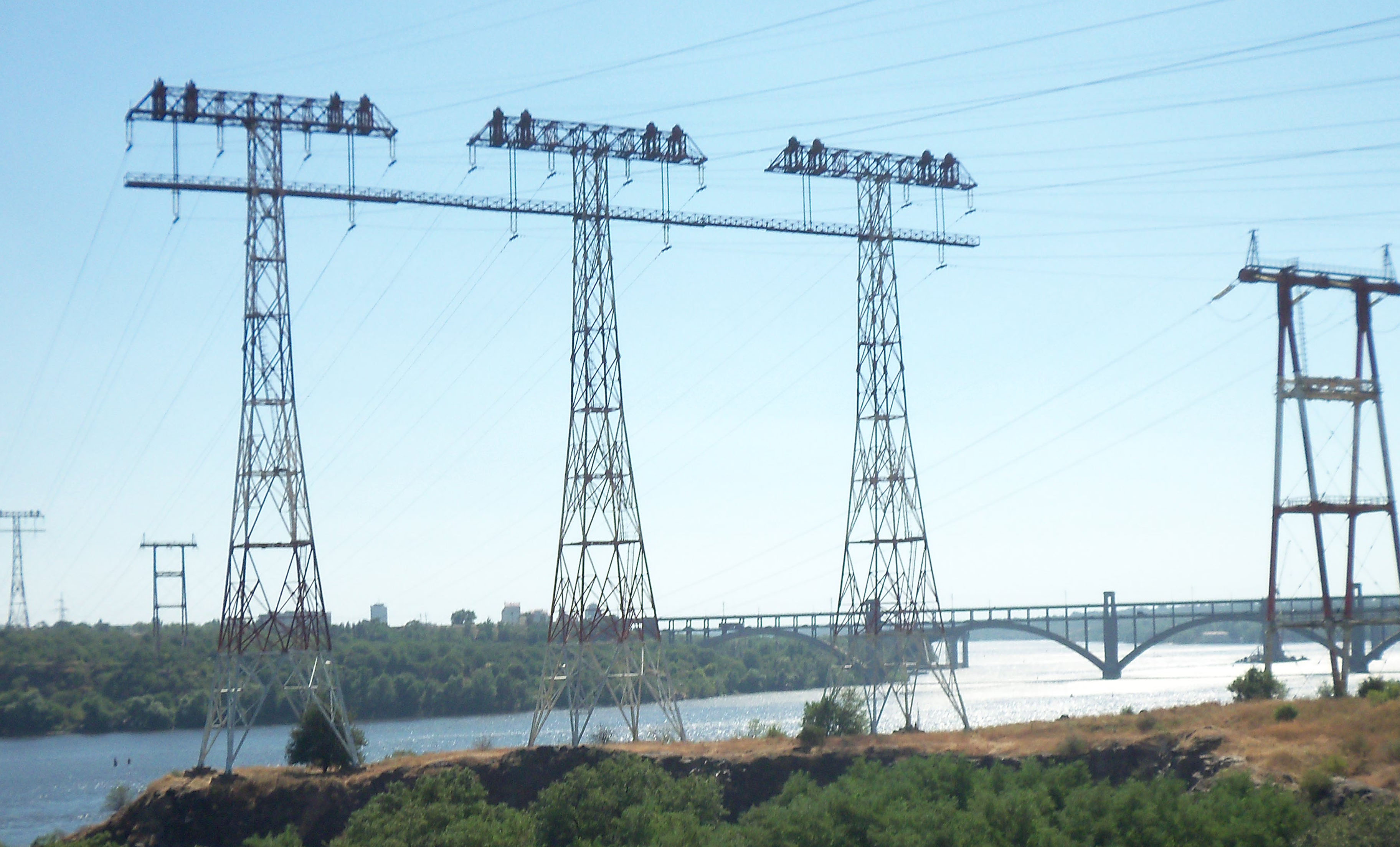
Blick auf die Dreifachmaste

Als Masttripel von Saporischschja werden zwei identische, je 74,5 m hohe Dreifachportalmaste bei Saporischschja in der Ukraine bezeichnet. Die Masten bilden eine Freileitungskreuzung von Chortyzja, einer Insel im Fluss Dnepr, über den Flussarm, der die Insel auf der Ostseite umfließt. Die Flussquerung weist eine Spannweite von 900 m auf und dient der Energieableitung des Wasserkraftwerks Dnjeprostroj.
Die Tripelmasten sind wegen ihrer Höhe und exponierten Lage als Landmarke weithin sichtbar und damit ein Wahrzeichen von Saporischschja. Die ungewöhnliche Mastbauweise hebt das Mastpaar unter den Freileitungskreuzungen hervor.

## Geschichte
Die Freileitungskreuzung, welche eine der ersten ihrer Art in der damaligen UdSSR war, wurde zwischen 1930 und 1932 errichtet und bestand ursprünglich aus vier Masten an jedem Ende des Spannfeldes, die in 63,5 Meter Höhe über einem mit einem Geländer versehenen Laufsteg verbunden sind. Im Zweiten Weltkrieg wurden die Maste zerstört oder abgebaut.
Zwischen 1945 und 1949 wurden die Maste nach den alten Plänen unter Verwendung der alten Fundamente wieder aufgebaut. Das unbenutzte Fundament für den vierten Mast auf der Insel Chortyzja existiert noch heute und ist auf Satelliten- oder Luftbildaufnahmen sichtbar.

## Konstruktion
Jeder der Maste besitzt oberhalb des Laufstegs in 63,5 Metern Höhe eine einzige Traverse, an der sechs Leiterseile montiert werden können. Allerdings trägt sie nur vier Leiterseile, zwei an der Außen- und zwei an der Innenseite. An der Mitte jeder Traversenhälfte befindet sich eine Tragstruktur, die herab zum Laufsteg führt. Dort hängt an der Unterseite der Isolator, an dem das mittlere Leiterseil hängt.
Obwohl das Tripel 18 Leiterseile für sechs 150-kV-Kreise trägt, sind zurzeit nur fünf Stromkreise installiert. Ein sechster Stromkreis verläuft parallel auf modernen Stahlrohrmasten.
Alle Maste des Tripels sind rot-weiß gestrichen und mit einer Leiter versehen.

## Lage
- westlicher Mast (auf Chortyzja) 47° 51′ 13″ N, 35° 4′ 41″ OKoordinaten: 47° 51′ 13″ N, 35° 4′ 41″ O
- östlicher Mast47° 51′ 3″ N, 35° 5′ 22″ O